# Heuckenlock/Schweenssand
Heuckenlock/Schweenssand este o arie protejată (arie specială de conservare — SAC, sit de importanță comunitară — SCI) din Germania întinsă pe o suprafață de 129 ha, integral pe uscat.

## Localizare
Centrul sitului Heuckenlock/Schweenssand este situat la coordonatele 53°28′19″N 10°02′49″E / 53.4719°N 10.0469°E.

## Înființare
Situl Heuckenlock/Schweenssand a fost declarat sit de importanță comunitară în iunie 1999 pentru a proteja 1 specie de plante și 6 specii de animale. Situl a fost protejat și ca arie specială de conservare în august 2016.

## Biodiversitate
Situată în ecoregiunea atlantică, aria protejată conține 3 habitate naturale: Râuri cu maluri nămoloase cu vegetație de Chenopodion rubri p.p. și Bidention p.p., Liziere de ierburi înalte hidrofile de câmpie și de nivel montan până la alpin, Păduri aluvionare cu Alnus glutinosa și Fraxinus excelsior (Alno-Padion, Alnion incanae, Salicion albae).
La baza desemnării sitului se află mai multe specii protejate:
- plante (1): Oenanthe conioides
- pești (6): Alosa fallax, avat (Aspius aspius), Cobitis taenia Complex, Coregonus oxyrhynchus, Lampetra fluviatilis, Petromyzon marinus